# Futbol a Maurici
El futbol és l'esport més popular a Maurici. És dirigit per l'Associació de Futbol de Maurici.

## Història
El futbol a Maurici ha tingut una història tumultuosa. La lliga mauriciana de futbol es va fundar el 1935 i l'Associació de Futbol de Maurici (MFA) es va fundar el 1952, afiliada a FIFA el 1962 i a la Confederació Africana de Futbol (CAF) el 1963. Els clubs membres fundadors de l'associació foren FC Dodo, Faucon Flacq SC (actual Flacq SC), CSC, Hounds, Royal College of Curepipe i Saint Joseph College, tots ells basats a Curepipe i, amb excepció de Flacq SC, ja desapareguts. L'escassetat financera perpètua fins als canvis constants de presidents, han provocat el declivi del futbol a Maurici. Tot i que el futbol continua essent l'esport més popular del país, la majoria de partits de lliga nacionals atrauen molt pocs espectadors (de vegades menys d'un grapat), obtenint molt pocs ingressos als clubs i a l'MFA. La popularitat de l'esport s'ha desplaçat gairebé completament a la Premier League anglesa.
La important reestructuració del MPL del 1999 es va considerar com el començament del declivi del futbol mauricià. A causa d'un aldarull el 23 de maig de 1999, entre el Fire Brigade Sports Club (ara rebatejat com Pamplemousses SC) and Scouts Club (renamed as Port Louis Sporting Club i Scouts Club (rebatejat com a Port Louis Sporting Club), que va durar tres dies i va matar set persones, el govern va imposar una prohibició de 18 mesos a totes les activitats de futbol al país, permetent només jugar a la selecció nacional durant aquest període. La posterior reestructuració va suposar un esforç per desetnicitzar els clubs locals, va requerir la "regionalització" dels clubs, ja que els equips es van formar a partir de la regió en lloc de l'ètnia o la religió. Tot i que el moviment va aconseguir els resultats desitjats en termes de reducció de conflictes violents, també va eliminar la rivalitat tradicional entre els aficionats, cosa que va provocar la pèrdua d'interès i suport. 

## Competicions
- Lliga mauriciana de futbol
- Copa mauriciana de futbol
- Copa de la República mauriciana de futbol

## Principals clubs
Clubs amb més títols nacionals a 2020.
- AS Port-Louis 2000
- Pamplemousses SC
- Curepipe Starlight SC
- Cercle de Joachim
- Petite Rivière Noire SC
- Fire Brigade SC (desaparegut)
- FC Dodo (desaparegut)
- Sunrise Flacq United (desaparegut)
- Police Club Port Louis (desaparegut)

## Principals estadis
| # | Estadi                   | Capacitat | Ciutat                |
| - | ------------------------ | --------- | --------------------- |
| 1 | Stade Anjalay            | 18.000    | Belle Vue Maurel      |
| 2 | Coté d'Or Stadium        | 15.000    | Saint-Pierre          |
| 3 | Sir Gaëtan Duval Stadium | 6.500     | Beau Bassin-Rose Hill |
| 4 | Stade George V           | 6.200     | Curepipe              |